# Hilaire Couvreur
Hilaire Couvreur (Sint-Andries, 22 september 1924 – Kortrijk, 17 februari 1998) was een Belgisch wielrenner.

## Carrière
Couvreur was actief als wielrenner van 1947 tot 1962.  Hij won de Ronde van Algerije in 1949 en 1950. In 1953 was hij eindwinnaar van de Ronde van Marokko. Couvreur  behaalde in 1958 de eindoverwinning van de Ronde van Valencia.
In 1948 werd hij derde in Gent-Wevelgem. In 1952 en 1954 won hij de Elfstedenronde. In 1953 werd hij zowel achtste in de Ronde van Vlaanderen als in Parijs-Roubaix. In 1954 haalde hij een etappezege in de Ronde van Italië. Hij eindigde als tiende in de Ronde van Italië 1956.

## Resultaten in voornaamste wedstrijden
| Jaar | Ronde van Italië | Ronde van Frankrijk | Ronde van Spanje |
| ---- | ---------------- | ------------------- | ---------------- |
| 1948 | opgave           |                     |                  |
| 1949 |                  |                     |                  |
| 1950 |                  | opgave              |                  |
| 1951 |                  | 42e                 |                  |
| 1952 |                  |                     |                  |
| 1953 |                  | 28e                 |                  |
| 1954 | 30e (1)          |                     |                  |
| 1955 |                  | opgave              |                  |
| 1956 | 10e              |                     | 16e              |
| 1957 | 47e              |                     | opgave           |
| 1958 |                  |                     | 4e               |
| 1959 | 13e              |                     | 7e               |
| 1960 | 17e              |                     |                  |
| 1961 | 24e              |                     |                  |
| 1962 |                  | 74e                 |                  |

| Jaar | Milaan-San Remo | Gent-Wevelgem | Ronde van Vlaanderen | Parijs-Roubaix | Luik-Bast.‑Luik | Ronde van Lombardije | Waalse Pijl |
| ---- | --------------- | ------------- | -------------------- | -------------- | --------------- | -------------------- | ----------- |
| 1948 |                 | Brons         |                      |                |                 |                      | 16e         |
| 1949 |                 |               |                      |                | 39e             |                      | 29e         |
| 1950 |                 |               |                      |                | 37e             |                      |             |
| 1951 |                 |               |                      |                | 52e             | 76e                  |             |
| 1952 |                 | 15e           |                      |                |                 |                      | 43e         |
| 1953 |                 | 13e           | 8e                   | 13e            |                 |                      |             |
| 1954 |                 |               |                      |                |                 | 31e                  |             |
| 1955 | 52e             | 17e           | 20e                  |                |                 |                      |             |
| 1956 | 61e             | 16e           | 33e                  |                |                 | 12e                  |             |
| 1957 |                 |               |                      |                |                 |                      |             |
| 1958 | 10e             | 46e           | 33e                  | 63e            | 24e             | 27e                  | 16e         |
| 1959 |                 | 37e           | 32e                  | 35e            |                 |                      |             |
| 1960 |                 |               | 31e                  | 48e            |                 | 38e                  |             |
| 1961 |                 |               | 33e                  | 103e           |                 |                      |             |
| 1962 | 72e             |               |                      |                |                 |                      |             |